# Denzel Dumfries
Denzel Justus Morris Dumfries (* 18. April 1996 in Rotterdam) ist ein niederländischer Fußballspieler. Der Abwehrspieler steht bei Inter Mailand unter Vertrag und gehört zum Kader der niederländischen A-Nationalmannschaft.

## Hintergrund und Aussprache
Dumfries’ Vater ist Arubaner mit Eltern aus Suriname, seine Mutter kommt aus Suriname. Er selbst ist in Rotterdam geboren und aufgewachsen.
Da das u im Niederländischen – wie auch im Französischen – ü ausgesprochen wird, ist die Aussprache des Namens: Dümfries.

## Karriere

### Verein

#### Anfänge in den Niederlanden
Denzel Dumfries begann mit dem Fußballspielen bei Spartaan ’20 im Süden von Rotterdam, bevor er zu VV Smitshoek in Barendrecht südlich von Rotterdam wechselte. Über den Umweg BVV Barendrecht landete der in Rotterdam geborene Dumfries in der Fußballschule von Sparta Rotterdam. Im Februar 2015 gab er sein Debüt in der zweithöchsten niederländischen Spielklasse und wurde in dieser Saison Tabellenachter. Er stieg mit Sparta Rotterdam in der Spielzeit 2015/16 als Zweitligameister in die Eredivisie auf und hielt als Tabellenfünfzehnter die Klasse. Im Sommer 2017 wechselte Dumfries zum SC Heerenveen und qualifizierte sich mit dem Klub als Tabellenachter für die Play-offs um die Teilnahme an der Qualifikation zur Europa League, in der man in der ersten Runde ausschied. 
Zur Saison 2018/19 ging Dumfries zur PSV Eindhoven und unterzeichnete einen Fünfjahresvertrag.

#### Inter Mailand
Nach einer erfolgreichen Zeit in Eindhoven mit insgesamt 89 Ligaeinsätzen und 13 Toren wechselte Dumfries zur Saison 2021/22 zu Inter Mailand in die Serie A. Für den lombardischen Verein debütierte er am ersten Spieltag der Serie A 2021/22 gegen den CFC Genua, als er in der 84. Spielminute für Alessandro Bastoni eingewechselt wurde. Der Niederländer wurde noch im Verlauf der Hinrunde Stammspieler beim amtierenden italienischen Meister. Seinen ersten Treffer für Inter erzielte Dumfries am 16. Spieltag beim 3:0-Auswärtstriumph über die AS Rom. Am 12. Januar gewann Dumfries seinen ersten Titel mit den Nerazzuri. Im Spiel um die Supercoppa Italiana, welches Inter gegen Juventus Turin 2:1 nach Verlängerung gewann, stand der Niederländer in der Startelf. Nach 89 Minuten wurde er beim Stand von 1:1 ausgewechselt. 

### Nationalmannschaft
Im März 2014 absolvierte Dumfries zwei Partien für die Nationalmannschaft von Aruba. Da dies keine Pflichtspiele waren, war er weiterhin für die Auswahlmannschaften der Niederlande spielberechtigt.
Dumfries absolvierte in der Folgezeit vier Partien für die niederländische U20- und ab November 2016 elf Spiele für die U21-Nationalmannschaft. Am 11. September 2018 lief Dumfries bei der 1:2-Niederlage im EM-Qualifikationsspiel in Doetinchem gegen Schottland altersbedingt letztmals für die U21 auf. 
Im Oktober 2018 spielte er im Gruppenspiel der Liga A der UEFA Nations League gegen Deutschland (3:0) erstmals für die niederländische A-Nationalmannschaft.

#### Europameisterschaft 2021
Bei der Europameisterschaft 2021 gehörte Dumfries dem niederländischen Kader an. Er spielte ein sehr starkes Turnier, obschon die Oranje enttäuschend bereits im Achtelfinale ausschied. Dumfries spielte die ersten beiden Gruppenspiele gegen die Ukraine und gegen Österreich durch und erzielte in beiden Spielen jeweils ein Tor. Gegen die österreichische Mannschaft gelang ihm zudem eine Torvorlage. Auch im letzten Gruppenspiel gegen Nordmazedonien kam er zum Einsatz, wurde jedoch zur Pause ausgewechselt. Nach der makellosen Gruppenphase wurden die Niederländer zu den Mitfavoriten gezählt. Umso enttäuschender war das Ausscheiden im Achtelfinale gegen Tschechien. Dumfries spielte im Achtelfinale bis zur 90. Minute.

## Erfolge

### Inter Mailand
- Italienischer Supercupsieger: 2021
- Italienischer Pokalsieger: 2021/22, 2022/23
- Italienischer Meister: 2023/24